# Flughafen Gümüşhane-Bayburt

i7
i11
i13
Der Flughafen Gümüşhane-Bayburt (türkisch Gümüşhane-Bayburt Havalimanı, auch Gümüşhane-Örenşar) ist ein im Bau befindlicher türkischer Flughafen. Die Entfernung zu den Zentren Gümüşhane und Bayburt beträgt 67 beziehungsweise 47 Kilometer, die nächstgelegenen Kreisstädte sind Demirözü und Köse. Die Eröffnung ist für das Jahr 2024 geplant.[veraltet]

## Geschichte

### Hintergrund
Die Idee, einen Flughafen im Gebiet zwischen Gümüşhane und Bayburt zu errichten, kam 1990 erstmals auf. Der nördlich gelegene Flughafen Trabzon liegt direkt am Schwarzen Meer und hat deswegen nicht selten sehr schlechte Sichtverhältnisse (Nebel). Der südlich gelegene Flughafen Erzincan liegt in einem Tal und hat daher oft sehr starke Winde. Mit einem Flughafen genau zwischen den beiden genannten Flughäfen hätte man einerseits eine Ausweichmöglichkeit, um zu landen, und andererseits zwei weitere Provinzen mit einem Flughafen abgedeckt.

### Bau
Eine 1173 × 30 Meter lange Start- und Landebahn wurde am 11. Mai 1994 fertiggestellt und am 29. November 1995 an die Sonderverwaltungsdirektion der Provinz Gümüşhane am bestehenden Flughafen im Dorf Örenşar übergeben, um den zivilen Luftverkehrsbedarf von Bayburt und Gümüşhane zu decken. Bereits für 1998 war geplant, die Kapazität am Flughafen zu erhöhen und die Länge der Start- und Landebahn auf 2950 Meter zu verlängern. Trotz der bereits getätigten Investition und Vorbereitung des Projekts für das Jahr 1998 wurde der Flughafen dann nie fertiggestellt und genutzt.
Das Ministerium für Verkehr und Infrastruktur hat nun nach 19 Jahren Pause eine Investition von 310 Millionen Türkische Lira getätigt, um den Flughafen fertigzustellen und flugtauglich zu machen. Der UVP-Bericht, der bereits mehrfach für ungültig erklärt worden war, wurde ebenfalls neu erstellt und vom Ministerium für Umwelt und Städtebau genehmigt. Die Grundsteinlegung erfolgte am 13. Juni 2018. Die bestehende Start- und Landebahn konnte nicht mehr verwendet werden und wird daher komplett neu gebaut. Das Vorfeld soll eine Größe von 300 × 120 Metern haben. Es wird ein Terminal mit einer Kapazität für zwei Millionen Passagiere pro Jahr geben. Geplant ist zudem, dass beim Bau der Zugstrecke Erzincan–Trabzon am Flughafen ein Bahnhof eingerichtet werden wird, womit der Flughafen ans Schienennetz angeschlossen wäre.

## Besitzerverhältnisse und Betrieb
Auftraggeber für den Bau des Flughafens war die staatliche DHMI. Diese wird den Flughafen auch betreiben.